# Clwyd North
Gogledd Clwyd
Gogledd Clwyd
Clwyd North, également connu sous le nom alternatif de Gogledd Clwyd, est une division électorale britannique envoyant un représentant à la Chambre des communes à partir des élections générales de 2024.
C'est une circonscription de comté érigée à la suite d’un décret de 2023 permettant le morcellement du pays de Galles en 32 sièges.

## Histoire
Dans le cadre de la révision des circonscriptions parlementaires de 2023, le rapport final de la commission des limites pour le pays de Galles préconise la création de Clwyd North (également désigné sous le nom alternatif de Gogledd Clwyd) à partir de vingt-quatre sections électorales comprises dans deux circonscriptions existantes : treize relevant de celle de Clwyd West et treize de Vale of Clwyd.
Clwyd North est érigé comme circonscription de comté par le Parliamentary Constituencies Order 2023 à partir de portions de territoires de deux zones principales, le borough de comté de Conwy (portion de treize sections électorales) et le comté du Denbighshire (portion de treize sections électorales).

## Description

### Toponymie
La circonscription tire son nom du comté préservé de la Clwyd, dont elle constitue une portion de sa partie septentrionale. Elle dispose d’un nom alternatif, Gogledd Clwyd.

### Données démographiques
Selon le rapport final sur la révision périodique des circonscriptions parlementaires de la commission des limites pour le pays de Galles, la circonscription détient 76 150 électeurs (données 2020) sur une superficie estimée de 170 km2.
D’après le dernier recensement de la population en vigueur (2021) publié par l’Office for National Statistics en 2022, la circonscription admet une population résidentielle totale (all usual residents en anglais) de 99 977 habitants. Clwyd North comprend plusieurs zones urbanisées (built-up areas en anglais) de plus de 10 000 habitants, classées comme « agglomérations intermédiaires » : Colwyn Bay (29 275) et Rhyl (26 990),.

## Représentation
| Législature | Période | Période | Membre | Groupe | Fonction |
| ----------- | --- | --- | --- | --- | --- |
| LIXe        | Cycle parlementaire devant être ouvert au plus tard à partir du 28 janvier 2025, date limite de la tenue des prochaines élections générales des Communes | Cycle parlementaire devant être ouvert au plus tard à partir du 28 janvier 2025, date limite de la tenue des prochaines élections générales des Communes | Cycle parlementaire devant être ouvert au plus tard à partir du 28 janvier 2025, date limite de la tenue des prochaines élections générales des Communes | Cycle parlementaire devant être ouvert au plus tard à partir du 28 janvier 2025, date limite de la tenue des prochaines élections générales des Communes | Cycle parlementaire devant être ouvert au plus tard à partir du 28 janvier 2025, date limite de la tenue des prochaines élections générales des Communes |

## Résultats électoraux
| Candidat                   | Candidat            | Étiquette           | Parti               | Vote | Vote | Vote |  |
| Candidat                   | Candidat            | Étiquette           | Parti               | Voix | %    | ±    |  |
| -------------------------- | ------------------- | ------------------- | ------------------- | ---- | ---- | ---- |  |
|                            |                     | CON                 | Parti conservateur  |      |      | ND   |  |
|                            |                     | PC                  | Plaid Cymru         |      |      | ND   |  |
|                            |                     | LAB                 | Parti travailliste  |      |      | ND   |  |
|                            |                     | LIB DEM             | Démocrates libéraux |      |      | ND   |  |
|                            |                     |                     |                     |      |      |      |  |
| Majorité                   | Majorité            | Majorité            | Majorité            |      |      | ND   |  |
| Transfert de Butler        | Transfert de Butler | Transfert de Butler | Transfert de Butler |      |      | ND   |  |
|                            |                     |                     |                     |      |      |      |  |
| Corps électoral            |                     |                     |                     |      |      |      |  |
| Abstention, blancs et nuls |                     |                     |                     |      |      |      |  |
| Exprimés                   | Exprimés            | Exprimés            | Exprimés            |      |      | ND   |  |